# Alice Javal
Pour les autres membres de la famille, voir Famille Javal.
Alice Javal, née le 10 octobre 1869 à Paris et morte en déportation le 7 septembre 1943 à Auschwitz, est la deuxième femme française qui ait volé en avion.

## Biographie
Alice Javal est la fille de Émile Javal, député de l'Yonne, considéré comme le père de l'orthoptie. Elle se marie le 12 août 1889 avec Lazare Weiller. Les témoins du mariage sont Eugène Spuller, le poète Sully Prudhomme, et Adolphe Carnot, frère du président de la République française. Le couple aura quatre enfants : des jumeaux le 25 avril 1890, Jean-Pierre et Marie-Thérèse, Georges-André le 4 mars 1892 et Paul-Louis le 29 septembre 1893.
En 1893, le couple s'installe dans un hôtel particulier 36, rue de la Bienfaisance à Paris et acquiert à Cannes la villa Isola-Celesta dont la roseraie est considérée comme une des plus belles d'Europe. 

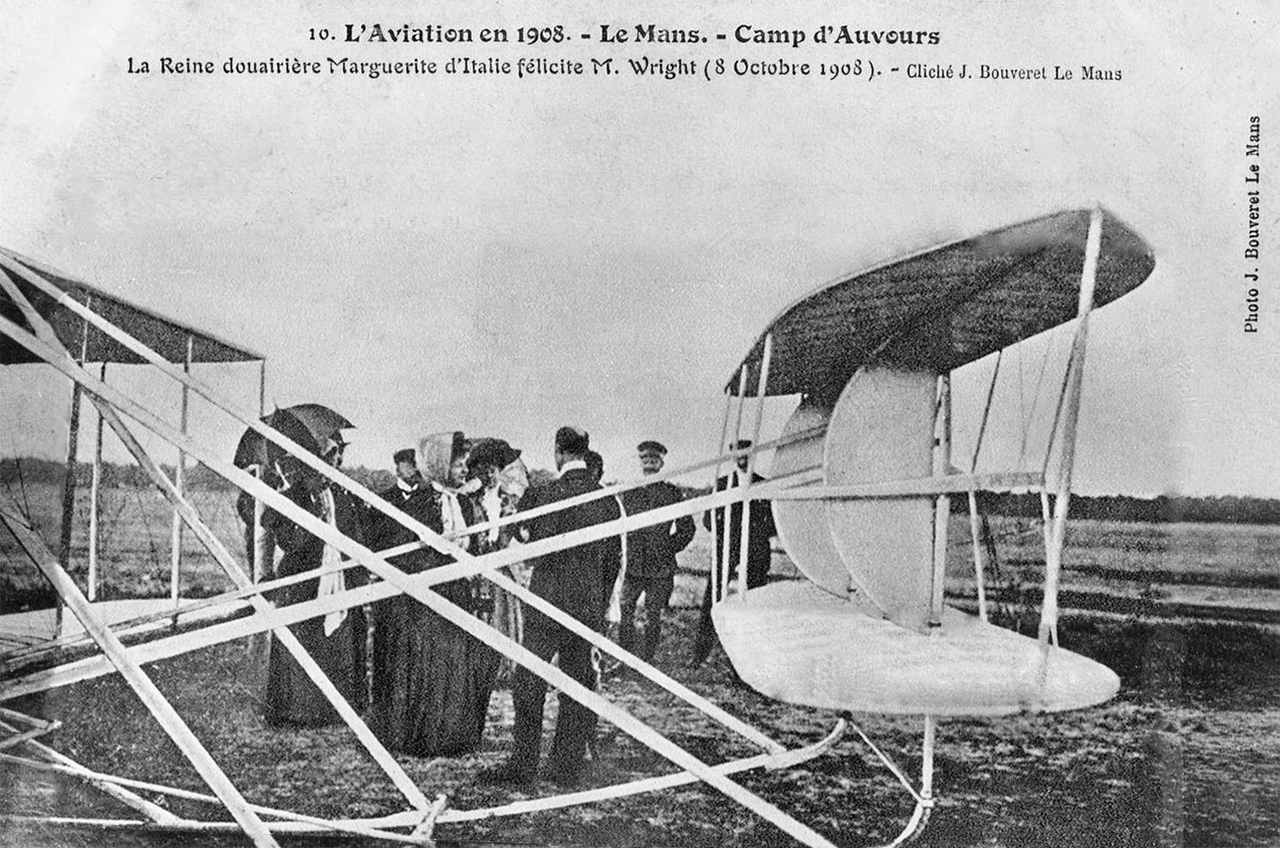
Wright félicité par Marguerite de Savoie (reine d'Italie) au camp d'Auvours le 8 octobre 1908.

En 1908, pressentant les développements futurs de l'aviation, Lazare Weiller crée un prix de 100 000 francs-or pour récompenser le premier vol d'une heure en circuit fermé. Il permet d'attirer en France les frères Wright, pionniers américains de l'aviation qui remportent le prix. Alice Weiller commence à s'intéresser de près à l'aviation. Elle rencontre les frères Wright et effectue le 9 octobre 1908 à Auvours un premier vol dans leur biplan Wright Model A piloté par Wilbur Wright,, deux jours après l'Américaine Edith Ogilby Berg et quelques semaines après Thérèse Peltier. Elle n'est pas devenue pilote elle-même, comme on l'a parfois suggéré, mais son fils Paul-Louis a fini par le devenir.
Pendant la Seconde Guerre mondiale, elle fait partie des Juifs français internés au camp d'internement de Drancy, près de Paris. Le 2 septembre 1943, elle est déportée dans des camps de concentration allemands en Pologne et est assassinée à Auschwitz le 7 septembre.

## Distinctions
- Chevalière de la Légion d'honneur (décret du 23 juillet 1932)[8]. Elle est nommée chevalier de la Légion d'honneur sur rapport du ministre de la Santé publique en tant que vice-présidente du comité de propagande des colonies de vacances de l'association Alsace-Lorraine[9].